# Nicos Poulantzas
Nicos Poulantzas, gr. Νίκος Πουλαντζάς (ur. 1936 w Atenach, zm. 3 października 1979 w Paryżu) – francuski filozof pochodzenia greckiego, jeden z czołowych przedstawicieli marksizmu strukturalistycznego, uczeń i współpracownik Louisa Althussera. Zajmował się głównie teorią klas społecznych, państwa i władzy.

## Życiorys
Poulantzas studiował prawo w Grecji. Po studiach wyemigrował do Francji. Działał w Komunistycznej Partii Grecji na emigracji. Przeciwnik interwencji ZSRR w Czechosłowacji, w latach 70. popierał program eurokomunizmu. W 1979 roku popełnił samobójstwo.
W swoich pracach zajmował się problematyką konfliktów klasowych, faszyzmu i dyktatury, teorią państwa i prawa. Twórca jednej z pierwszych marksistowskich teorii narodu. Przewidywał i analizował upadek dyktatur wojskowych w Europie Południowej (Grecji, Hiszpanii i Portugalii). W uznawanej za jego najważniejsze dzieło ostatniej książce L'État, le pouvoir, le socialisme (Państwo, władza socjalizm, 1978) analizował ewolucję współczesnych państw zachodnich w stronę "autorytarnego etatyzmu", w którym politykę w rosnącym stopniu zastępuje administracja, a parlament traci znaczenie na rzecz pozornie apolitycznych urzędników.

## Ważniejsze prace
- Pouvoir politique et classes sociales (1968)
- Fascisme et dictature (1970)
- Les classes sociales dans le capitalisme aujourd'hui (1973)
- La crise des dictatures: Portugal, Grèce, Espagne (1975)
- L'État, le pouvoir, le socialisme (1978)

Po polsku
- Klasy społeczne i ich rozszerzona reprodukcja, przeł. Tadeusz Popławski i Małgorzata Kowalska, "Colloquia Communia" nr 2/1985